# Eh, Eh (Nothing Else I Can Say)

Lady GaGa исполняет песню «Eh, Eh» на «The Monster Ball Tour»

«Eh, Eh (Nothing Else I Can Say)» (англ. «А, а (мне больше нечего сказать)») — песня, записанная американской певицей Lady Gaga и выпущенная как сингл с её дебютного студийного альбома «The Fame». Песня была издана как третий сингл с альбома в Австралии, Новой Зеландии и других странах Европы, как четвёртый сингл во Франции. Песня получила, по большей части, негативную оценку критиков; они находили, что песня «вялая и безжизненная» и резко выбивается из стилистики «порочно-клубной атмосферы» альбома.

## Релиз

Lady GaGa исполняет песню на The Fame Ball Tour

Песня вышла синглом впервые в Новой Зеландии 10 января 2009 г., затем в Австралии 30 января 2009 г. 31 января 2009 г. сингл был доступен для мирового скачивания. Песня была подтверждена как австралийский сингл на сайте певицы 15 января 2009 г. Официальный ремикс на песню был размещен на сайте в тот же день. Другие ремиксовые композиции были размещены 30 марта 2009 г., но с другой обложкой. 5 марта 2009 г. ремикс Pet Shop Boys был доступен для свободного скачивания на австралийской версии сайта певицы.

## Композиция
По сути, «Eh, Eh» — песня, которая разгружает и немного усмиряет зажигательно-танцевальный ритм альбома The Fame, наряду с балладой «Brown Eyes» и песней «Paper Gangsta». Композиция вдохновлена синт-поп направлением 80-х гг. Сам мотив «Eh, Eh» также вербовался в песне Рианны «Umbrella».
Гага заявила, что лирика песни «Eh, Eh (Nothing Else I Can Say)» о любви и её отношениях:

«„Eh, Eh“ — это незамысловатая поп-песня о нахождении кого-то нового, и разрыве со своим старым бой-френдом.»

Композиция песни выдержана в умеренном темпе в 94 бита в минуту. Вокальный диапазон Гаги измеряется от тональности Си-3 до Соль-5, начало песни выдержано в E major. Песня создана в аккордной последовательности E-B-F♯m-E-B-F♯m.

## Музыкальное видео

Lady GaGa в клипе на песню на мотороллере 60-х годов

Видео было снято Джозефом Канном в Лос-Анджелесе, который одновременно снимал клип на песню LoveGame. Клип исполнен в характерных итальянских мотивах 50-х гг. Видео начинается с заголовка «Streamline presents». В начальной сцене певица, запрокинув голову, сидит на скутере Vespa, который был широко популярен в 50-е гг., одетая в винтажное платье, украшенное жемчугом в области плеч, и белые туфли на высоком каблуке (Но сам скутер современный, образца 2000-х годов и он очень отдалённо напоминает «Веспы» 50-х годов). Затем веселая Гага идет по улице в окружении своих подруг в купальнике голубого цвета и бантом из её же белых волос на голове (на шее брендовые наушники Heartbeat, в волосах проглядываются лиловые пряди). Они приходят в ресторан. Гага стоит, оперевшись на стену, и напевает куплет песни, тем временем подруги смеются и разговаривают между собой. После Гага предстает в образе домохозяйки: она, облаченная в белый купальник и короткие шорты, вытаскивает из духовки блюдо, в то время как за столом сидит её бойфренд, разговаривая по телефону. Прическа певицы отдаленно напоминает здесь начес Эми Уайнхаус. Здесь можно увидеть брендовых датских догов певицы, которые принимали участие в съемках клипа Poker Face, а затем и в LoveGame. Между тем мелькают кадры, как певица нежится в кровати в белом лифчике, голубых лосинах и винтажных ярко-розовых туфлях. В конце Гага, окруженная толпой парней на улице, предстает в коктейльном платье жёлтого цвета, стилизованное искусственными бутонами цветов. Прическа Гаги сделана по образу Мэрилин Монро. В финальной сцене, лежа на кровати, она прислоняет к губам палец, показывая этим своё молчание, о чём, собственно, говорит название песни. На The Monster Ball Tour Гага не раз комментировала и рассказывала, как снимался клип на эту песню.
Певица прокомментировала видео:

«В этой работе я хотела показать свою другую сторону — возможно, больше образ девочки-домоседки. И я хотела создать прекрасные, ошеломляющие образы 50-х годов, чтобы сломать ваши стереотипы.»

## Список композиций
| - Австралийский CD-сингл 1. «Eh, Eh (Nothing Else I Can Say)» (Album Version) — 2:57 2. «Poker Face» (Space Cowboy Remix) — 4:56 - Французский CD-сингл 1. «Eh, Eh (Nothing Else I Can Say)» (Album Version) — 2:56 2. «Eh, Eh (Nothing Else I Can Say)» (Pet Shop Boys Remix) — 2:49 3. «Eh, Eh (Nothing Else I Can Say)» (Random Soul Synthetic Remix) — 5:27 - iTunes Remix Single 1. «Eh, Eh (Nothing Else I Can Say)» (Random Soul Synthetic Remix) — 5:29 2. «Eh, Eh (Nothing Else I Can Say)» (Pet Shop Boys Remix) — 2:53 - Italian iTunes download 1. «Eh, Eh (Nothing Else I Can Say)» (Human Beatbox and Electric Piano version) — 3:03 | - iTunes Remix EP 1. «Eh, Eh (Nothing Else I Can Say)» (Album Version) — 2:57 2. «Eh, Eh (Nothing Else I Can Say)» (Pet Shop Boys Remix) — 2:53 3. «Eh, Eh (Nothing Else I Can Say)» (Bollywood Remix) — 3:29 4. «Eh, Eh (Nothing Else I Can Say)» (FrankMusik «Cut Snare Edit» Remix) — 3:50 5. «Eh, Eh (Nothing Else I Can Say)» (Electric Piano and Human Beat Box Version) — 3:05 6. «Eh, Eh (Nothing Else I Can Say)» (Mattafix Remix) — 3:21 7. «Eh, Eh (Nothing Else I Can Say)» (Random Soul Synthetic Remix) — 5:29 8. «Eh, Eh (Nothing Else I Can Say)» (Pet Shop Boys Extended Mix) — 6:31 |

## Творческая группа
- Текст — Lady Gaga, Martin Kierszenbaum
- Продюсер — Martin Kierszenbaum
- Мастеринг — Tony Ugval
- Микширование — Robert Orton

## Позиции в чартах
| Чарты (2009)                 | Наивысшая позиция |
| ---------------------------- | ----------------- |
| Australian Singles Chart     | 15                |
| Belgian Tip Chart (Wallonia) | 60                |
| Canadian Hot 100             | 68                |
| Czech Airplay Chart          | 6                 |
| Danish Singles Chart         | 14                |
| Dutch Top 40                 | 12                |
| European Hot 100 Singles     | 40                |
| French Singles Chart         | 7                 |
| Hungarian Dance Chart        | 22                |
| New Zealand Singles Chart    | 9                 |
| Slovak Airplay Chart         | 67                |
| Swedish Singles Chart        | 2                 |

## Хронология Релиза
| Страна         | Дата             | Формат               |
| -------------- | ---------------- | -------------------- |
| Австралия      | Январь 10, 2009  | Цифровая Дистрибуция |
| Новая Зеландия | Январь 10, 2009  | Цифровая Дистрибуция |
| Дания          | Март 3, 2009     | Цифровая Дистрибуция |
| Польша         | Март 3, 2009     | Цифровая Дистрибуция |
| Швеция         | Март 16, 2009    | Цифровая Дистрибуция |
| Италия         | Март 16, 2009    | Цифровая Дистрибуция |
| Великобритания | Январь 11, 2009  | Цифровая Дистрибуция |
| Франция        | Сентябрь 7, 2009 | CD Сингл             |